# Dominik Płócienniczak
Dominik Płócienniczak (ur. 6 lipca 1985, zm. 27 sierpnia 2019 w Głogowie) – polski piłkarz ręczny, rozgrywający.

## Kariera sportowa
W latach 2005–2007 był graczem Piotrkowianina Piotrków Trybunalski. W Ekstraklasie zadebiutował 13 maja 2006 w meczu z Miedzią Legnica (38:31), a pierwszą bramkę rzucił 20 września 2006 w spotkaniu z Vive Kielce (24:34). W sezonie 2007/2008 był zawodnikiem Viretu Zawiercie, w którym rozegrał 22 mecze i zdobył 125 goli, zajmując 11. miejsce w klasyfikacji najlepszych strzelców I ligi (gr. B). W latach 2008–2011 ponownie występował w Piotrkowianinie. W sezonie 2009/2010, w którym rozegrał 24 mecze i rzucił 112 bramek, jedyny raz w karierze przekroczył granicę 100 goli w najwyższej klasie rozgrywkowej.
W sezonie 2011/2012 występował w Warmii Olsztyn (11 meczów i 26 goli). W latach 2012–2018 był zawodnikiem Chrobrego Głogów. 5 maja 2018 w spotkaniu 1/4 finału play-off z Azotami-Puławy (22:22), w którym rzucił trzy bramki, ostatni raz w karierze zagrał w Superlidze. W sezonie 2018/2019 występował w pierwszoligowym Grunwaldzie Poznań. Ostatni raz w karierze zagrał 27 kwietnia 2019 w meczu z Olimpem Grodków (19:28), w którym zdobył dwa gole.
Łącznie w ciągu 12 sezonów rozegrał w najwyższej polskiej klasie rozgrywkowej 256 meczów i zdobył 588 goli.

## Życie prywatne
Był żonaty, miał dwoje dzieci. Był młodszym bratem piłkarza ręcznego Jakuba Płócienniczaka.
Zginął 27 sierpnia 2019 w wypadku drogowym w Głogowie. Pogrzeb odbył się 31 sierpnia 2019 w Jaczowie.
W związku ze śmiercią zawodnika Komisarz Ligi Piotr Łebek zarządził, że każde spotkanie 1. kolejki sezonu 2019/2020 Superligi zostanie poprzedzone minutą ciszy. Ponadto mecz pomiędzy Wybrzeżem Gdańsk a Chrobrym Głogów został przełożony z 31 sierpnia na 1 września 2019.
Pośmiertnie umieszczony w Galerii Wybitnych Zawodników Głogowskiej Piłki Ręcznej, znajdującej się w Hali Widowiskowo-Sportowej im. Ryszarda Matuszaka w Głogowie.